# Arthur Harnden
Arthur Harold "Art" Harnden, född 20 maj 1924 i Lavaca County i Texas, död 30 september 2016 i Corpus Christi, var en amerikansk friidrottare.
Harnden blev olympisk mästare på 4 x 400 meter vid sommarspelen 1948 i London.